# 240 Vanadis
240 Vanadis este un asteroid din centura principală, descoperit pe 27 august 1884, de Alphonse Borrelly.